# Stereodon tanytrichus
Stereodon tanytrichus là một loài Rêu trong họ Hypnaceae. Loài này được (Mont.) Mitt. mô tả khoa học đầu tiên năm 1859.